# Mario D'Urso
Mario D'Urso (Napoli, 8 aprile 1940 – Roma, 5 giugno 2015) è stato un politico e funzionario italiano.
Ha ricoperto incarichi nel settore della finanza non soltanto italiana ed a livello governativo, amico personale di Gianni Agnelli, Henry Kissinger, Fausto Bertinotti.

## Biografia
Discende dai Serra di Cassano, poiché figlio di Clotilde e di Alessandro D'Urso, la famiglia materna partenopea di un'aristocrazia che ha dato un martire alla rivoluzione napoletana del 1799 contro la monarchia borbonica, Gennaro Serra di Cassano. Inoltre è parente dell'altro patriota dell'epoca, Domenico Cirillo.
Appartiene inoltre alla famiglia franconapoletana Cottrau, essendo bisnipote di Alfredo Cottrau, zio paterno di Violetta D'Urso, musa di Karl Lagerfeld, figlia del fratello Luigi e della top model Inès de la Fressange, nonché fratello di Carlo D'Urso.
Da giovane per divertimento partecipò a diversi film come Guendalina (1957) di Lattuada, Giovani mariti di Bolognini (1958), Primo amore (1959) di Camerini, La dolce vita (1960) di Fellini.

## Carriera
Trasferitosi dalla Campania a Roma nel secondo dopoguerra con la famiglia, si è laureato in Giurisprudenza. Ha conseguito il Master of Comparative Law presso la George Washington University. Banchiere internazionale d'investimenti, dal 1968 al 1995 è stato consigliere e amministratore delegato della Kuhn Loeb / Lehman Brothers (poi Lehman Brothers, Kuhn, Loeb Inc.).
È stato componente del consiglio di amministrazione del Gruppo 24 Ore nel ruolo di amministratore indipendente non esecutivo. Dal 1990 al 1995 fu presidente dell'Italy Fund -  raccoglie gli investitori stranieri nel mercato azionario italiano -, e dal 1990 al 1996 membro del cda della società di consulenza Kissinger Associates.
È stato consigliere di amministrazione di vari fondi di investimento del Gruppo Gabelli Asset Management (GAMCO Investors), presidente negli USA della Fondazione Friends of Progetto Uomo Inc., membro del Consiglio di Amministrazione della Italian-American Foundation for Cancer Research.
È entrato a far parte del consiglio di amministrazione di KME Group S.p.A. (ex Gruppo Orlando) il 14 febbraio 2005, poi fusasi in Intek Group S.p.A..
Già sottosegretario al Commercio Estero e Politiche Comunitarie nel Governo Dini, nel 1996 è eletto, nel collegio 11 (Castellammare di Stabia) con 56.323 voti, senatore nel gruppo del Rinnovamento Italiano per la coalizione elettorale dell'Ulivo, ricoprendo inoltre l'incarico di Segretario della III Commissione Permanente – Affari Esteri e Emigrazione delle Commissioni Finanza e Bilancio.
«Diplomacy» fu il titolo di una rubrica che tenne sul settimanale Panorama dal 2002.
Dal 2010, in Francia, fu il primo presidente dell'Associazione degli insigniti italiani della Legion d'Onore e della Santa Sede (Section de la Société des Membres de la Légion d'Honneur en Italie et au Saint-Siège).

## Famiglia
Poche ore dopo la sua morte, le colonne di gossip hanno ipotizzato che avesse una figlia naturale segreta. Nel novembre del 2016, la sua identità è stata rivelata in quella dell'imprenditrice americana Nikki Carlson. La paternità è stata confermata attraverso il test del DNA.
La cospicua eredità di circa 24 milioni dovrà essere così restituita secondo la sentenza del tribunale civile di Roma da con le dovute proporzioni, Giovan Francesco Serra di Cassano e tutti i legatari, tra cui figurano l’avvocato Roberto Simeone, l'onorevole Bertinotti e signora, Nicolò Dubini ed altri noti personaggi. Questo perché, il tribunale ha dichiarato che "Nikki Kay Carlson è figlia di Mario D'Urso" e disposto che "assuma il cognome paterno aggiungendolo".

## Onorificenze
Cavaliere di gran croce di grazia del Sacro Militare Ordine Costantiniano di San Giorgio